# 舒信孚
舒信孚（?—?），又名舒芙九，江西省南昌府靖安縣人，清朝政治人物、同進士出身。
有子舒曉芙。舒曉芙有子舒蕙章，女舒蕙蘭。舒蕙蘭適江西省進賢縣人曹超群。
光緒十六年（1890年），参加光緒庚寅科殿試，登進士三甲71名。同年五月，著交吏部掣签，分发各省以知县即用。